# Хіно (Токіо)

35°40′17″ пн. ш. 139°23′42″ сх. д. / 35.67139° пн. ш. 139.39500° сх. д.
Хі́но (яп. 日野市, ひのし, МФА: [çino ɕi̥]) — місто в Японії, в префектурі Токіо.

## Короткі відомості
Розташоване в центральній частині префектури, на південному березі річки Тама. Виникло на основі постоялого містечка на Кайському шляху. Засноване 1958 року. Складова Токійсько-Йокогомаського промислового району. Основою економіки є автомобілебудування, виробництво електротоварів та високоточних товарів, комерція. В місті розташований зоопарк Тама та буддистський монастир Такахата-Фудосон. Станом на 1 жовтня 2008 площа міста становила 27,53 км². Станом на 1 липня 2011 населення міста становило 180 137 осіб.